# جشنواره بین‌المللی فیلم جاکارتا
جشنواره بین‌المللی فیلم جاکارتا (انگلیسی: Jakarta International Film Festival) (اختصاری JiFFest) یک جشنواره فیلم بااهمیت اندونزی است که از سال ۱۹۹۹، هر سال در ماه دسامبر در جاکارتا برگزار می‌شود. جشنواره از لحاظ مالی در وضعیت مناسبی قرار ندارد و امیدوار است با تغییر وضعیت منبع تأمین مالی خود از کمک‌های مالی بلاعوض خارجی به کمک‌های مالی دولتی و کمک‌های بلاعوض بخش خصوصی به فعالیت خود ادامه دهد.